# Selaginella nummularifolia
Selaginella nummularifolia är en mosslummerväxtart som beskrevs av Ren Chang Ching. Selaginella nummularifolia ingår i släktet mosslumrar, och familjen mosslummerväxter. Inga underarter finns listade i Catalogue of Life.